# غريغ كامبل (مخرج)
غريغ كامبل (بالإنجليزية: Greg Campbell)‏ هو مؤلف وصحفي ومخرج أمريكي، ولد في 7 يوليو 1970 في يادون في الولايات المتحدة.

## وصلات خارجية
- غريغ كامبل على موقع IMDb (الإنجليزية)
- غريغ كامبل على موقع ميتاكريتيك (الإنجليزية)
- غريغ كامبل على موقع روتن توميتوز (الإنجليزية)
- غريغ كامبل على موقع ميوزك برينز (الإنجليزية)
- غريغ كامبل على موقع أول موفي (الإنجليزية)